# Lisboa Devils
I Lisboa Devils sono una squadra di football americano, di Lisbona, in Portogallo; fondati nel 2013, hanno vinto 2 titoli nazionali e una coppa nazionale. Sono stati la prima squadra portoghese a partecipare ad una competizione internazionale.
Il 3 settembre 2021 hanno annunciato sulla loro pagina Facebook di essersi affiliati al Clube Futebol Benfica.

## Dettaglio stagioni

### Tornei nazionali

#### Campionato

##### LPFA
| Stagione | regular season | regular season | regular season | regular season | regular season | regular season | playoff | playoff | playoff | playoff | playoff | playoff    | playoff        |
|          | Vin            | Par            | Per            | Tot            | PF             | PS             | Vin     | Per     | Tot     | PF      | PS      | risultato  | avversaria     |
| -------- | -------------- | -------------- | -------------- | -------------- | -------------- | -------------- | ------- | ------- | ------- | ------- | ------- | ---------- | -------------- |
| 2015-16  | 8              | 0              | 0              | 8              | 381            | 197            | 2       | 0       | 2       | 66      | 26      | Campioni   | Algarve Sharks |
| 2016-17  | 9              | 0              | 0              | 9              | 459            | 89             | 2       | 0       | 2       | 92      | 57      | Campioni   | Maia Renegades |
| 2017-18  | 9              | 0              | 1              | 10             | 513            | 105            | 0       | 1       | 1       | 20      | 23      | Semifinale | Porto Mutts    |
| 2019     | 5              | 0              | 1              | 6              | 187            | 78             | 2       | 0       | 2       | 36      | 18      | Campioni   | Porto Mutts    |
| Totale   | 31             | 0              | 2              | 33             | 1540           | 469            | 6       | 1       | 7       | 214     | 129     |            |                |

Fonti: Sito APFA- A cura di Roberto Mezzetti;

#### Coppa

##### Torneio Fundadores
| Stagione | regular season | regular season | regular season | regular season | regular season | regular season | playoff | playoff | playoff | playoff | playoff | playoff    | playoff           |
|          | Vin            | Par            | Per            | Tot            | PF             | PS             | Vin     | Per     | Tot     | PF      | PS      | risultato  | avversaria        |
| -------- | -------------- | -------------- | -------------- | -------------- | -------------- | -------------- | ------- | ------- | ------- | ------- | ------- | ---------- | ----------------- |
| 2018     | -              | -              | -              | -              | -              | -              | 3       | 0       | 3       | 63      | 31      | Campioni   | Cascais Crusaders |
| 2019     | -              | -              | -              | -              | -              | -              | 1       | 1       | 2       | 54      | 14      | Semifinale | Porto Mutts       |
| 2021     | 3              | 0              | 0              | 3              | 121            | 38             | 0       | 1       | 1       | 9       | 24      | Finale     | Cascais Crusaders |
| Totale   | 3              | 0              | 0              | 3              | 121            | 38             | 4       | 2       | 6       | 126     | 69      |            |                   |

Fonti: Sito APFA- A cura di Roberto Mezzetti;

### Tornei internazionali

#### IFAF Europe Champions League
| Stagione | regular season | regular season | regular season | regular season | regular season | regular season | playoff | playoff | playoff | playoff | playoff | playoff   | playoff    |
|          | Vin            | Par            | Per            | Tot            | PF             | PS             | Vin     | Per     | Tot     | PF      | PS      | risultato | avversaria |
| -------- | -------------- | -------------- | -------------- | -------------- | -------------- | -------------- | ------- | ------- | ------- | ------- | ------- | --------- | ---------- |
| 2016     | 1              | 0              | 1              | 2              | 68             | 87             | -       | -       | -       | -       | -       | -         | -          |
| 2017     | -              | -              | -              | -              | -              | -              | -       | -       | -       | -       | -       | -         | -          |
| Totale   | 1              | 0              | 1              | 2              | 68             | 87             | -       | -       | -       | -       | -       |           |            |

Fonti: Sito APFA- A cura di Roberto Mezzetti;

### Riepilogo fasi finali disputate
| Anno             | Luogo | Evento             | Fase del torneo | Incontro                          | Risultato |
| 30 aprile 2016   | Maia  | LPFA               | Finale          | Lisboa Devils - Algarve Sharks    | 28 - 26   |
| 8 aprile 2017    | Évora | LPFA               | Finale          | Lisboa Devils - Maia Renegades    | 40 - 35   |
| 15 aprile 2018   |       | LPFA               | Semifinale      | Lisboa Devils - Porto Mutts       | 20 - 23   |
| 23 dicembre 2018 | Braga | Torneio Fundadores | Finale          | Lisboa Devils - Cascais Crusaders | 23 - 14   |
| 25 maggio 2019   |       | LPFA               | Finale          | Porto Mutts - Lisboa Devils       | 6 - 23    |
| 1º dicembre 2019 | Coira | Torneio Fundadores | Semifinale      | Lisboa Devils - Porto Mutts       | 12 - 14   |
| 11 dicembre 2021 |       | Torneio Fundadores | Finale          | Lisboa Devils - Cascais Crusaders | 9 - 24    |

## Palmarès
- 3 Campionati portoghesi (2015-16, 2016-17, 2019)
- 1 Torneio Fundadores (2018)